# (35638) 1998 KU37
1998 KU37 (asteroide 35638) é um asteroide da cintura principal. Possui uma excentricidade de 0.06806700 e uma inclinação de 9.95715º.
Este asteroide foi descoberto no dia 22 de maio de 1998 por LINEAR em Socorro.